# USS 오하이오 (SSGN-726)
USS 오하이오 (SSGN-726)는 미국 SSBN(전략원잠)인 오하이오급 잠수함의 초도함이다.

## SSGN 개조
1979년 취역한 오하이오함은 2002년 퇴역 예정이었다. 그러나 다른 오하이오급 3척과 함께 재래식 토마호크 미사일 탑재 핵추진 잠수함(SSGN)으로 개조되었다. 2003년 11월, 오하이오함은 36개월간의 원자로 핵연료 교체 및 오버홀(overhaul)을 시작했다. 2006년 1월 9일 오버홀이 완료되었다. USS 오하이오 (SSBN-726)에서 USS 오하이오 (SSGN-726)으로 개명되었다. 22개의 VLS에 각각 재래식 탄두 토마호크 미사일 7기를 탑재, 모두 154기를 장착했다.